# Gheorghe Alupoae
Gheorghe Alupoaei (n. 18 martie 1944, Zamostea, județul Dorohoi) este un sculptor și profesor de arte plastice din România.
A absolvit Facultatea de Arte Plastice din Iași, specializarea Grafică și Sculptură. Unul dintre profesorii de la care declară că a învățat foarte mult a fost sculptorul Iftimie Bârleanu. A studiat și cu maestrul Ion Irimescu . Este căsătorit și are doi copii.
Și-a început cariera la Bârlad, la Liceul "Mihai Eminescu", unde a profesat timp de nouă ani. Acolo a realizat prima lucrare de sculptură, și anume portretul unui coleg de catedră, profesorul de istorie George Popescu, după care a urmat bustul lui Gheorghe Roșca Codreanu, în uniformă militară, la împlinirea a 125 de ani de la înființarea colegiului care îi poartă numele.
În 1976 i s-a oferit un post de inspector școlar la Vaslui, pe care nu l-a putut refuza fiindcă avea o familie de întreținut. S-a stabilit în Vaslui, unde lucrează ca profesor la Grupul Școlar "Ștefan Procopiu". În perioada 1996-2007 Gheorghe Alupoaei a fost profesor la gimnaziul „Elena Cuza” din Vaslui. A continuat să sculpteze ca artist sezonier, cum se autodefinește, deoarece are atelierul în afara orașului, fără sursă de căldură, așa că nu poate lucra iarna.

## Opera
Principalele sale lucrări se află la Vaslui și în împrejurimi. În continuare, o selecție a operelor sale sculpturale:
- Bustul lui Gheorghe Roșca Codreanu în praf de piatră, situat în curtea Colegiului Național cu același nume din Bârlad, realizat în anul 1971, la aniversarea a 125 de ani de la înființare a colegiului. Înlocuiește bustul lui Gheorghe Roșca Codreanu, lucrat în bronz de sculptorul Mihai Onofrei, dezvelit în luna noiembrie 1940, în prezența ministrului Educației Naționale de atunci, Traian Brăileanu, în partea de nord-vest a cladirii liceului. Bustul a fost trimis la topire în 1951, când proletcultismul pusese stăpânire pe cultura românească.[3]
- Bustul lui Emil Gârleanu, în ciment alb, situat în fața Școlii nr. 1 Bârlad, realizat în anul 1971, la aniversarea a 50 de ani de la înființare.[4]
- Bustul profesorului Mărgeluș Burgă din Bârlad.[5]
- Complexul sculptural în fontă „Pro Patria” de la Miclești, este situat pe Movila lui Burcel, monument istoric din perioada lui Ștefan cel Mare, lângă Mănăstirea Sfinții Împărați Constantin și Elena de pe Movila lui Burcel. Monumentul cântărește câteva zeci de tone și a fost realizat în anul 1994 de sculptorul Gheorghe Alupoaei. Elementul central este o femeie din bronz, care simbolizează Dacia Traiană. Ea este prezentată cu ambele mâini ridicate deasupra capului rupând Pactul Ribbentrop-Molotov (1939) prin care s-a hotărât anexarea de către URSS a Basarabiei, uitându-se spre harta Moldovei cu cetățile lui Ștefan cel Mare de pe malul Nistrului: Cetatea Hotin, Cetatea Soroca, Cetatea Orhei, Cetatea Tighina, Cetatea Albă și Cetatea Chilia. În centrul hărții este reprezentat mareșalul Ion Antonescu ordonând trecerea Prutului în 1941 și soldații care au eliberat Basarabia și care au fost măcelăriți dincolo de Prut în localitatea Țiganca, față în față cu localitatea Murgeni, dincoace de Prut.
- Statuia lui Ștefan cel Mare, în bronz, ridicată în 1995 în curtea Catedralei Episcopale din Huși, în cinstea ctitorului bisericii episcopale din Huși, operă a sculptorului Gheorghe Alupoaei turnată la Metamar S.A. Baia Mare în 1995[6]. Statuia depășește mărimea naturală a domnitorului, redându-l pe acesta cu macheta bisericii din Huși în mâna stângă și crucea în mâna dreaptă. Aceasta este amplasată pe un postament din beton flancat cu plăci din travertin. Pe fața postamentului, la mijoc se află expusă stema Moldovei. Pe latura din stânga a postamentului este un basorelief cu o scenă privind alegerea locului de ridicare a lăcașului sfânt, iar pe latura dreaptă, un basorelief cu un sfat de taină al domnitorului cu alți reprezentanți ai Curții și ai Bisericii. Mulajele celor două basoreliefuri sunt amplasate în stânga și dreapta arcadei la intrarea în curtea Episcopiei.[7]
- Bustul lui Gheorghe Roșca Codreanu, în bronz, situat în fața Colegiului Național cu același nume din Bârlad, realizat în anul 1996, la aniversarea a 150 de ani de la înființare.
- Bustul în bronz al lui Ștefan cel Mare, situat în fața școlii cu același nume din municipiul Vaslui, realizat în 1996. O replică în bronz se află la Mănăstirea „Sfântul Voievod Ștefan cel Mare” de la Movila lui Burcel, iar mulajul în ghips a fost donat Bisericii „Tăierea capului Sf. Ioan Botezătorul” din Vaslui, ctitorie a marelui voievod.
- Bustul în bronz al lui Vasile Alecsandri, situat în fața Școlii cu același nume din municipiul Vaslui, realizat în anul 1996, este opera sculptorului Gheorghe Alupoaei. Mulajul bustului, împreună cu mulajul lui M. Kogălniceanu, a fost donat Casei Corpului Didactic din Vaslui.
- Medalionul în bronz al academicianului Anghel Rugină, realizat în anul 1996, se află în incinta Colegiului Economic cu același nume din Vaslui.
- Bustul în bronz al lui Mihail Kogălniceanu, realizat în anul 1997 și amplasat în fața liceului cu același nume, pe strada Mihail Kogălniceanu.
- Statuia în bronz “Nicolae Milescu Spătarul”, situată în fața Bibliotecii Județene Vaslui, a fost realizată în anul 2001. Personajul prezintă multe detalii privitoare la ținuta vestimentară, aranjamentul părului și căciulă, specifice vremii în care a trăit. Stilul reprezentării sculpturale amintește de trăsături ale Barocului, specific aceluiași secol XVII.[8]
- Bustul lui Alexandru Ioan Cuza în ciment alb, situat în curtea Grupului Școlar Industrial cu același nume din Bârlad, realizat în anul 2001.
- Bustul în bronz al lui Ștefan Procopiu, situat în fața Grupului Școlar cu același nume din Vaslui, realizat în 2001.
- Bustul în ghips al lui Spiru Haret, realizat în anul 2001, este situat în incinta Școlii „Elena Cuza” din Vaslui, unde Gheorghe Alupoaei a fost profesor.
- Bustul în ghips al lui Ion Iancu Lefter, situat în Sala de lectură a Bibliotecii Casei de Cultură „Constantin Tănase” din Vaslui, a fost realizat în anul 2001.[9]
- Bustul lui Tudor Pamfile, în ciment alb, situat în fața Școlii nr. 4 din Bârlad, realizat în anul 2001, cu prilejul finalizării lucrărilor de restaurare a clădirii școlii de tip haretian.
- Bustul în bronz al lui Ștefan Ciobotărașu, situat în centrul civic al comunei Lipovăț, realizat în anul 2002.
- Bustul în ciment al Elenei Cuza, situat în fața Școlii cu același nume din Vaslui, realizat în anul 2006.
- Bustul în bronz al lui Vasile Dumitrache, situat în curtea Liceului „Mihai Eminescu” din Bârlad, realizat în anul 2009. Mulajul bustului este expuse în incinta liceului, în fața cabinetului de matematică ce-i poartă numele.
- Bustul lui Mihai Eminescu, dezvelit pe 15 ianuarie 2011, la Edmonton, în Canada.[1]
- Bustul generalului Gheorghe Negrescu dezvelit în fața școlii cu clasele I-VIII din localitatea Fruntișeni.